# USS Dale (DD-353)
USS Dale (DD-353) là một tàu khu trục lớp Farragut được Hải quân Hoa Kỳ chế tạo vào giai đoạn giữa hai cuộc thế chiến. Nó là chiếc tàu chiến thứ tư của Hải quân Hoa Kỳ được đặt tên theo Thiếu tướng Hải quân Richard Dale (1756-1826), một trong số sáu Thiếu tướng Hải quân đầu tiên của Hải quân Hoa Kỳ. Dale đã có mặt tại Trân Châu Cảng vào lúc diễn ra cuộc tấn công Trân Châu Cảng châm ngòi chiến tranh, và đã phục vụ cho đến khi Chiến tranh Thế giới thứ hai kết thúc, được tặng thưởng 12 Ngôi sao Chiến trận. Nó bị bán để tháo dỡ năm 1946.

## Thiết kế và chế tạo
Dale được đặt lườn vào ngày 10 tháng 2 năm 1934 tại Xưởng hải quân Brooklyn. Nó được hạ thủy vào ngày 23 tháng 1 năm 1935, được đỡ đầu bởi bà E. C. Dale; và được đưa ra hoạt động vào ngày 17 tháng 6 năm 1935 dưới quyền chỉ huy của Hạm trưởng, Trung tá Hải quân W. A. Corn.

## Lịch sử hoạt động

### Trước chiến tranh
Dale thực hiện một chuyến đi về phía Nam từ ngày 13 tháng 2 đến ngày 6 tháng 3 năm 1936, viếng thăm Norfolk, Virginia, Dry Tortugas, Florida, và Galveston, Texas, và hoạt động như tàu hộ tống cho chuyến đi của Tổng thống Franklin Delano Roosevelt tại quần đảo Bahamas trước khi lên đường đi sang vùng bờ Tây. Nó tham gia các cuộc tập trận hạm đội, thực hiện một chuyến viếng thăm thiện chí đến, hoạt động như tàu huấn luyện cho trường tác xạ tại San Diego, California, và đi đến các vùng biển Hawaii, Alaska, và biển Caribe trong các cuộc thực tập. Đến ngày 5 tháng 10 năm 1939, nó rời San Diego để gia nhập Phân đội Hawaii làm nhiệm vụ tuần tra và huấn luyện.

### Thế chiến II

#### Trân Châu Cảng
Vào lúc bắt đầu cuộc không kích của Hải quân Đế quốc Nhật Bản xuống Trân Châu Cảng lúc 07 giờ 50 phút ngày 7 tháng 12 năm 1941, Dale đang neo đậu cùng các tàu chị em Aylwin, Farragut và Monaghan thuộc Đội khu trục 2. Thiếu úy F. M. Radel là sĩ quan quyền hạm trưởng trên cầu tàu trông thấy những máy bay đầu tiên nhắm vào thiết giáp hạm Utah, và lệnh báo động trực chiến được ban ra. Lúc 08 giờ 10 phút, nó bắt đầu nổ súng vào những máy bay tấn công, mở đầu bằng các khẩu súng máy.50 caliber và ít lâu sau với pháo 5-inch phòng không phía đuôi. Đến 08 giờ 20 phút, nó sẵn sàng để đi ra khỏi cảng, né tránh được một quả ngư lôi sượt ngang trước mũi, và hướng mũi đến lối ra vào cảng dẫn trước tàu chị em Monaghan với tốc độ 25 hải lý trên giờ (46 km/h). Máy bay đối phương cố tìm cách đánh chìm tàu bè ở lối ra vào cảng, nên Dale chịu đựng các đợt ném bom bổ nhào và càn quét dữ dội; nhiều quả bom suýt trúng, nhưng không gây hư hại và thương vong.
Khi qua khỏi phao tiêu đánh dấu luồng cảng lúc 09 giờ 07 phút, Dale né tránh một tốp ba máy bay ném bom bổ nhào đối phương bằng cách ngừng động cơ mạn trái và bẻ lái gắt sang mạn trái, hỏa lực súng máy của chiếc tàu khu trục bắn rơi được một máy bay đối phương. Đến 09 giờ 11 phút, nó bắt đầu tuần tra bên ngoài cảng; các cuộc không kích liên tục của đối phương buộc nó phải thường xuyên đổi hướng và đi hết tốc độ, khiến các bộ dò thủy âm không thể hoạt động. Đến 11 giờ 14, soái hạm của Hải đội Khu trục 1 là Worden rời cảng, và Dale tháp tùng nó như là chiếc thứ ba trong đội hình. Sau khi xác định một báo cáo nhầm về sự hiện diện của ba tàu vận chuyển đối phương ngoài khơi Barbers Point, nó hình thành nên lực lượng hộ tống vòng trong chống tàu ngầm cho các tàu tuần dương Detroit, Phoenix, St. Louis và Astoria.
Lúc 14 giờ 10 phút, hộp số giảm tốc của động cơ bên mạn trái bị hỏng, nó phải cố gắng với một động cơ duy nhất nhằm duy trì tốc độ tối đa có thể là 22 hải lý trên giờ (41 km/h) để tiếp tục ở trong đội hình, nhưng dần dần bị rơi lại phía sau. Động cơ bên mạn phải lại bắt đầu bị quá nóng, buộc phải giảm tốc độ xuống còn 10 hải lý trên giờ (19 km/h), rút lui về phía Nam lúc 16 giờ 54 rồi dừng lại lúc 19 giờ 30, chờ đợi cho đến sáng hôm sau trong khi cố gắng sửa chữa động cơ. Gặp gỡ lực lượng đặc nhiệm lúc bình minh, nhưng do động cơ không thể sửa chữa toàn bộ mà không có sự trợ giúp của tàu tiếp liệu, Dale không thể duy trì vị trí trong đội hình. Theo chỉ thị của Tư lệnh Khu trục Lực lượng Chiến trận, nó tiếp tục tuần tra ngoài khơi cảng cho đến khi Đội đặc nhiệm 8.4 quay trở về cảng vào ngày 8 tháng 12 năm 1941. Trong suốt cuộc tấn công, Dale không bị hư hại và thương vong; và thủy thủ đoàn tự nhận là đã bắn rơi được có thêm hai máy bay ném bom bổ nhào khác.

#### 1942
Từ ngày 14 tháng 12 năm 1941 đến ngày 17 tháng 3 năm 1942, Dale hộ tống cho các tàu sân bay Lexington và Yorktown tiến hành các cuộc không kích tại khu vực Salamaua-Lae thuộc New Guinea vào ngày 10 tháng 3. Nó quay trở về Trân Châu Cảng để làm nhiệm vụ tuần tra và hộ tống cho đến ngày 11 tháng 5, khi nó đi đến Xưởng hải quân Mare Island cho một đợt đại tu. Vào ngày 5 tháng 6, nó khởi hành cùng các tàu chiến khác từ San Francisco để hậu thuẫn các lực lượng đặc nhiệm từng tham gia Trận Midway từ ngày 6 tháng 7 đến ngày 17 tháng 8. Sau đó nó được phân nhiệm vụ hộ tống vận tải tại khu vực giữa Viti Levu, Fiji và Efate cùng Espiritu Santo, New Hebride nhằm chuẩn bị cho cuộc tấn công lên Guadalcanal. Nó đã hỗ trợ cho cuộc đổ bộ, rồi hộ tống các tàu vận chuyển chất đầy lực lượng tăng cường đi đến hòn đảo bị tranh chấp ác liệt từ ngày 18 tháng 8 đến ngày 21 tháng 9. Nó quay về Trân Châu Cảng làm nhiệm vụ tuần tra và hộ tống cho đến ngày 10 tháng 11, rồi hộ tống cho các thiết giáp hạm Washington và South Dakota đi đến Trân Châu Cảng, tiếp tục đi cùng South Dakota đến San Francisco.

#### 1943
Vào ngày 9 tháng 1 năm 1943, Dale khởi hành từ San Francisco để làm nhiệm vụ tại vùng biển quần đảo Aleut. Nó hỗ trợ cho việc chiếm đóng Amchitka từ ngày 23 tháng 1 đến ngày 19 tháng 3, tuần tra và chống trả các cuộc tấn công của quân Nhật. Vào ngày 22 tháng 3, đội của nó lên đường để tuần tra về phía Tây Attu để ngăn chặn và tiêu diệt tàu bè đối phương đang tìm cách hướng đến Attu hay Kiska. Bốn ngày sau, đơn vị đã đối đầu với một lực lượng Nhật Bản có ưu thế số lượng vượt trội đang hộ tống lực lượng tăng viện đến Attu. Trong Trận chiến quần đảo Komandorski diễn ra sau đó, Dale từng nổ súng vào toàn bộ các tàu tuần dương đối phương cũng như bảo vệ cho chiếc tàu tuần dương hạng nặng Salt Lake City bị hư hại. Lực lượng tăng viện Nhật đã không thể đến được Attu.
Sau đó Dale hộ tống cho các tàu vận tải và bắn pháo hỗ trợ cho cuộc tấn công lên Attu vào ngày 11 tháng 5, rồi tuần tra ngoài khơi Attu cho đến ngày 1 tháng 8. Nó tham gia cuộc bắn pháo chuẩn bị lên Kiska vào ngày 2 tháng 8, rồi hộ tống cho các tàu vận tải để cho đổ quân lên đảo này vào ngày 13 tháng 8. Nó tham gia cùng tàu khu trục Kane cho một đợt trinh sát đến các đảo Rat và Buldir vào ngày 22 tháng 8, không thấy sự hiện diện của quân Nhật tại đây. Lên đường từ Adak vào ngày 5 tháng 9 năm 1943, chiếc tàu khu trục về đến Trân Châu Cảng vào ngày 16 tháng 9 để hộ tống cho một đội tiếp liệu, vào ngày 8 tháng 10 đã tiếp nhiên liệu cho các tàu sân bay đang trên đường quay trở về sau một đợt không kích kéo dài hai ngày xuống đảo Wake. Nó tiến hành huấn luyện tại Trân Châu Cảng cho đến ngày 5 tháng 11, hộ tống một đoàn tàu LST đi đến Makin vào ngày 20 tháng 11, rồi lên đường quay trở về vùng bờ Tây.

#### 1944
Dale khởi hành từ San Diego vào ngày 13 tháng 1 năm 1944 để hộ tống các tàu sân bay trong các cuộc tấn công lên Kwajalein và Eniwetok. Nó phục vụ tuần tra và hộ tống tại khu vực quần đảo Marshall cho đến ngày 22 tháng 3, rồi hộ tống cho Lực lượng Đặc nhiệm 58 trong các cuộc không kích lên Palau, Yap, Ulithi và Woleai từ ngày 30 tháng 3 đến ngày 1 tháng 4; không kích hỗ trợ các hoạt động tại Hollandia từ ngày 21 đến ngày 24 tháng 4; và không kích lên Truk, Satawan và Ponape từ ngày 20 tháng 4 đến ngày 1 tháng 5.
Từ ngày 6 tháng 6 đến ngày 30 tháng 7, Dale phục vụ tại quần đảo Mariana, bắn phá Saipan và Guam, rồi bảo vệ cho các tàu sân bay trong Trận chiến biển Philippine trước khi hỗ trợ cho hoạt động của các đội phá hoại dưới nước (UDT). Được đại tu tại Xưởng hải quân Bremerton từ tháng 8 đến tháng 10, nó quay trở lại Trân Châu Cảng rồi lên đường đi Ulithi để gia nhập đội tiếp liệu của Lực lượng Đặc nhiệm 38. Nó hộ tống cho đơn vị này trong chiến dịch tái chiếm Philippines từ ngày 25 tháng 11 đến ngày 8 tháng 12, cũng như vào lúc tiếp nhiên liệu cho lực lượng trong biển Hoa Nam trong các đợt không kích dọc bờ biển Trung Hoa, Đài Loan, Luzon và Okinawa. Nó tiếp tục hoạt động cùng đội này trong các cuộc không kích của tàu sân bay xuống Tokyo và Kobe.

#### 1945
Dale di chuyển cùng đội tiếp liệu trong năm chuyến đi giữa Ulithi và khu vực Okinawa từ ngày 13 tháng 3 đến ngày 11 tháng 6 năm 1945, khi nó lên đường đi Leyte để tham gia hộ tống một đội tàu sân bay. Nó quay trở lại Leyte để hộ tống một đoàn tàu đi Ulithi, và tuần tra tại đây cho đến ngày 29 tháng 7 trước khi hộ tống một đoàn tàu đi Okinawa.
Thả neo tại Guam vào lúc xung đột kết thúc, Dale hộ tống hai tàu đi đến điểm hẹn ngoài khơi Nhật Bản vào ngày 19 tháng 8, rồi lên đường quay trở về nhà, về đến San Diego vào ngày 7 tháng 9. Bốn ngày sau, nó lên đường đi sang vùng bờ Đông, đi đến New York vào ngày 25 tháng 9. Dale được cho xuất biên chế vào ngày 16 tháng 10 năm 1945, và bị bán để tháo dỡ vào ngày 20 tháng 12 năm 1946.

## Phần thưởng
Dale được tặng thưởng mười hai Ngôi sao Chiến trận do thành tích phục vụ trong Chiến tranh Thế giới thứ hai.